# つくばみらい市立伊奈東中学校
つくばみらい市立伊奈東中学校（つくばみらいしりつ いなひがしちゅうがっこう）は、茨城県つくばみらい市南太田に所在する市立中学校。
昇降口には美術部の生徒が作成した巨大壁画が飾られており、1年ごとに壁画は更新される。

## 概要
つくばみらい市の中部に位置する、つくばみらい市の市立中学校である。常総台地の丘陵部の入口に位置し、近隣の平地部からは坂となっている。当中学校の前身として、現在の市立わかくさ幼稚園の位置に板橋村立板橋中学校が存在していた。また、学校名称は、学区内にある大字の伊奈東との関連性はない。学校ブログに力を入れていて、事実そのアクセス数は県内有数を誇っている。

## 沿革
- 1947年 - 板橋村立板橋中学校開校。
- 1970年 - 板橋中学校を谷原中学校と統合し、伊奈中学校を創立し、跡地はわかくさ幼稚園となる。
- 1985年4月1日 - 伊奈町立伊奈中学校より分離開校。
- 2006年3月27日 - 合併により、つくばみらい市立伊奈東中学校へ改称。
- 2010年 - 軟式野球部総体優勝・関東大会出場 (山梨県)
- 2011年 - 第16回サイエンス・グランプリ学校賞受賞
- 2021年 - 科学の甲子園ジュニア茨城県大会学校賞受賞

## 教育目標
『豊かな感性・創造力・実践力のあるたくましい生徒を育てる』
きまり良く、望み高く、たくましく

## 学区
板橋小学校区・東小学校区の全域と、三島小学校区の戸崎・戸茂・南太田（久保行政区）・伊丹（根柄行政区）が学区となる。

## 交通
- 首都圏新都市鉄道つくばエクスプレスみらい平駅より
  - つくばみらい市コミュニティバス｢みらい号｣南ルート｢伊奈東中学校入口｣下車徒歩数分。
- JR常磐線取手駅より
  - 路線バス、｢板橋小学校｣下車徒歩15分。